# Eacles lemairei
Eacles lemairei är en fjärilsart som beskrevs av Barros och Tangerini 1973. Eacles lemairei ingår i släktet Eacles och familjen påfågelsspinnare. Inga underarter finns listade i Catalogue of Life.